# Eliminatoria al Campeonato Africano Sub-20 de 2023
La fase de clasificación de la Copa Africana de Naciones Sub-20 de 2023 decidió los equipos participantes de la fase final. Un total de doce equipos jugaron en el torneo final, organizado por Egipto.

## Equipos
Esta fue la segunda edición de la Copa Africana de Naciones Sub-20 que se expandió a 12 equipos en lugar de ocho. Cada una de las seis zonas recibió dos lugares en el torneo final.
| - Argelia - Egipto (Q) (H) - Libia | - Marruecos - Túnez |

| - Gambia - Guinea - Guinea-Bisáu - Malí - Mauritania (H) | - Senegal - Sierra Leona - Cabo Verde - Liberia |

| - Benín - Burkina Faso - Ghana - Costa de Marfil | - Níger (H) - Nigeria - Togo |

| - Camerún (H) - República Centroafricana - Chad - Congo | - RD Congo - Guinea Ecuatorial - Gabón - Santo Tomé y Príncipe |

| - Burundi - Yibuti - Eritrea - Etiopía - Kenia - Ruanda | - Somalia - Sudán del Sur - Sudán (H) - Tanzania - Uganda |

| - Angola - Botsuana - Comoras - Suazilandia (H) - Lesoto - Malaui - Mozambique | - Namibia - Sudáfrica - Zambia - Zimbabue - Madagascar - Mauricio - Seychelles |

Notas
- Los equipos en negrita se clasificaron para el torneo final.
- (H): Anfitriones del torneo de clasificación.
- (Q): Clasificado automáticamente para el torneo final, independiente de los resultados de la clasificación.

## Calendario
La competencia de clasificación se dividió en competencias regionales, y los equipos ingresaron al torneo de clasificación de su zona. El calendario de cada zona de clasificación fue el siguiente.
| Zona             | Fase de grupos                       | Fase final                 |
| ---------------- | ------------------------------------ | -------------------------- |
| Zona Oeste A     | 28 de agosto-6 de septiembre de 2022 | 9-11 de septiembre de 2022 |
| Zona Centro-Este | 22 de octubre-                       |                            |
| Zona Sur         | 7-12 de octubre de 2022              | 14–16 de octubre de 2022   |
| Zona Oeste B     | 7–14 de mayo de 2022                 | 17–20 de mayo de 2022      |
| Zona Norte       | 18–25 de octubre de 2022             | —                          |
| Zona Central     | 8–14 de diciembre de 2022            | 8–14 de diciembre de 2022  |

## Zona Norte
Egipto albergó el torneo UNAF Sub-20 2022 del 18 al 24 de octubre de 2022. Egipto se clasificó como anfitrión de la Copa Africana de Naciones Sub-20 de 2023 y no participa en el torneo. Se clasificará el campeón del torneo final.
Todos los horarios son locales, CET (UTC+1).

#### Grupo A
| Equipo    | Pts | PJ | PG | PE | PP | GF | GC | Dif |
| --------- | --- | -- | -- | -- | -- | -- | -- | --- |
| Túnez     | 5   | 3  | 1  | 2  | 0  | 5  | 4  | 1   |
| Marruecos | 4   | 3  | 1  | 1  | 1  | 2  | 1  | 1   |
| Libia     | 4   | 3  | 1  | 1  | 1  | 2  | 2  | 0   |
| Argelia   | 2   | 3  | 0  | 2  | 1  | 5  | 7  | -2  |

| 18 de octubre de 2022 | Marruecos | 0:0     | Túnez | Estadio de Suez, Suez, Egipto |                        |
| 15:00                 |           | Reporte |       | Árbitro(s): Omar Artan        | Árbitro(s): Omar Artan |

| 18 de octubre de 2022 | Libia          | 1:1 (0:0) | Argelia         | Estadio de Suez, Suez, Egipto |                        |
| 18:00                 | - Bouchiba 61' | Reporte   | - Dehilis 90+4' | Árbitro(s): Naim Hosni        | Árbitro(s): Naim Hosni |

| 21 de octubre de 2022 | Argelia | 0:2 (0:1) | Marruecos                   | Estadio de Suez, Suez, Egipto |                              |
| 15:00                 |         | Reporte   | - Lantaki 37' - Sadik 90+6' | Árbitro(s): Mahmoud El Banna  | Árbitro(s): Mahmoud El Banna |

| 21 de octubre de 2022 | Túnez         | 1:0 (0:0) | Libia | Estadio de Suez, Suez, Egipto |                         |
| 18:00                 | - Jertila 78' | Reporte   |       | Árbitro(s): Jalal Jayed       | Árbitro(s): Jalal Jayed |

| 24 de octubre de 2022 | Marruecos | 0:1 (0:0) | Libia           | Estadio de Suez, Suez, Egipto |                          |
| 15:00                 |           | Reporte   | - Al Hbishi 81' | Árbitro(s): Youcef Gamuh      | Árbitro(s): Youcef Gamuh |

| 24 de octubre de 2022 | Argelia                                          | 4:4 (1:3) | Túnez                                              | Estadio de Suez, Suez, Egipto |                        |
| 15:00                 | - Aitamer 34' - Hamadi 80', 90+3' - Boulbina 82' | Reporte   | - Derbali 19' - Abid 26' - Snana 36' - Jertila 67' | Árbitro(s): Omar Artan        | Árbitro(s): Omar Artan |

## Zona Oeste A
Mauritania será sede del Campeonato Sub-20 WAFU-UFOA Zona A en septiembre de 2022. Los partidos se jugarán en Nuakchot.
Todas las horas son locales, GMT (UTC±0).

### Fase de grupos
Los nueve equipos se dividieron en dos grupos. Un grupo de cinco y otro de cuatro equipos. Los ganadores y los subcampeones de cada grupo avanzaron a las semifinales.
Los ganadores se clasifican para la Copa Africana de Naciones Sub-20 de 2023.

#### Grupo A
| Equipo       | Pts | PJ | PG | PE | PP | GF | GC | Dif |
| ------------ | --- | -- | -- | -- | -- | -- | -- | --- |
| Malí         | 7   | 3  | 2  | 1  | 0  | 6  | 1  | +5  |
| Mauritania   | 7   | 3  | 2  | 1  | 0  | 5  | 2  | +3  |
| Sierra Leona | 3   | 3  | 1  | 0  | 2  | 4  | 6  | -2  |
| Guinea-Bisáu | 0   | 3  | 0  | 0  | 3  | 2  | 8  | -6  |

| 30 de agosto de 2022 | Mauritania             | 2:1 (0:1) | Guinea-Bisáu      | Estadio Cheikha Ould Boïdiya, Nuakchot, Mauritania |                              |
| 17:30                | - Abou 58' - Ahmed 82' | Reporte   | - J. da Silva 21' | Árbitro(s): Alioune Sandigui                       | Árbitro(s): Alioune Sandigui |

| 30 de agosto de 2022 | Sierra Leona | 0:3 (0:3) | Malí                            | Estadio Cheikha Ould Boïdiya, Nuakchot, Mauritania |                              |
| 20:30                |              | Reporte   | - A. Camara 4', 23' - Koïta 33' | Árbitro(s): Younoussa Camara                       | Árbitro(s): Younoussa Camara |

| 1 de septiembre de 2022 | Sierra Leona | 0:2 (0:1) | Mauritania                 | Estadio Cheikha Ould Boïdiya, Nuakchot, Mauritania |                             |
| 17:30                   |              | Reporte   | - Ahmed 41' - M'Bareck 76' | Árbitro(s): Emmanuel Mensah                        | Árbitro(s): Emmanuel Mensah |

| 1 de septiembre de 2022 | Guinea-Bisáu              | 2:0 (0:0) | Malí | Estadio Cheikha Ould Boïdiya, Nuakchot, Mauritania |                           |
| 20:30                   | - Sanogo 69' - Berthé 89' | Reporte   |      | Árbitro(s): Isatou Touray                          | Árbitro(s): Isatou Touray |

| 4 de septiembre de 2022 | Malí          | 1:1 (0:0) | Mauritania    | Estadio Olímpico de Nuakchot, Nuakchot, Mauritania |                             |
| 18:00                   | - Dembélé 47' | Reporte   | - Magassa 87' | Árbitro(s): Abdoulaye Manet                        | Árbitro(s): Abdoulaye Manet |

| 4 de septiembre de 2022 | Guinea-Bisáu | 1:4 (1:1) | Sierra Leona                                            | Estadio Cheikha Ould Boïdiya, Nuakchot, Mauritania |                              |
| 18:00                   | - Camará 42' | Reporte   | - M. Kamara 45+2' (pen.), 56' - Lamin 65' - Fofanah 79' | Árbitro(s): Alioune Sandigui                       | Árbitro(s): Alioune Sandigui |

#### Grupo B
| Equipo     | Pts | PJ | PG | PE | PP | GF | GC | Dif |
| ---------- | --- | -- | -- | -- | -- | -- | -- | --- |
| Senegal    | 10  | 4  | 3  | 1  | 0  | 9  | 3  | +6  |
| Gambia     | 7   | 4  | 2  | 1  | 1  | 6  | 2  | +4  |
| Guinea     | 7   | 4  | 2  | 1  | 1  | 9  | 6  | +3  |
| Cabo Verde | 3   | 4  | 1  | 0  | 3  | 2  | 10 | -8  |
| Liberia    | 1   | 4  | 0  | 1  | 3  | 7  | 12 | -5  |

| 28 de agosto de 2022 | Cabo Verde                         | 2:1 (2:1) | Liberia   | Estadio Cheikha Ould Boïdiya, Nuakchot, Mauritania |                             |
| 20:30                | - Tavares 7' (pen.) - Maurício 41' | Reporte   | - 9' Teah | Árbitro(s): Ousmane Diakité                        | Árbitro(s): Ousmane Diakité |

| 28 de agosto de 2022 | Senegal                            | 3:1 (3:1) | Guinea           | Estadio Cheikha Ould Boïdiya, Nuakchot, Mauritania |                          |
| 23:30                | - Ngom 11' - Mbaye 23' - Basse 41' | Reporte   | - 45+1' Bangoura | Árbitro(s): Babacar Sarr                           | Árbitro(s): Babacar Sarr |

| 30 de agosto de 2022 | Gambia          | 2:0 (1:0) | Cabo Verde | Estadio Cheikha Ould Boïdiya, Nuakchot, Mauritania |                         |
| 17:30                | - Sowe 24', 74' | Reporte   |            | Árbitro(s): Moussa Diou                            | Árbitro(s): Moussa Diou |

| 30 de agosto de 2022 | Liberia         | 2:2 (1:2) | Senegal                         | Estadio Cheikha Ould Boïdiya, Nuakchot, Mauritania |                                 |
| 20:30                | - Gono 38', 79' | Reporte   | - S. Diallo 21' - P. Diallo 32' | Árbitro(s): Sory Ibrahima Keita                    | Árbitro(s): Sory Ibrahima Keita |

| 1 de septiembre de 2022 | Guinea                                                  | 4:0 (2:0) | Cabo Verde | Estadio Cheikha Ould Boïdiya, Nuakchot, Mauritania |                             |
| 17:30                   | - Bangoura 15' - A. Bah 18' - A. Camara 61' - Touré 71' | Reporte   |            | Árbitro(s): Ousmane Diakaté                        | Árbitro(s): Ousmane Diakaté |

| 1 de septiembre de 2022 | Gambia                                        | 4:1 (2:1) | Liberia    | Estadio Cheikha Ould Boïdiya, Nuakchot, Mauritania |                            |
| 20:30                   | - Bojang 17' - Faal 33' - Jobe 51' - Mbye 88' | Reporte   | - Teah 21' | Árbitro(s): Mohamed Koroma                         | Árbitro(s): Mohamed Koroma |

| 3 de septiembre de 2022 | Senegal                                     | 3:0 (1:0) | Cabo Verde | Estadio Cheikha Ould Boïdiya, Nuakchot, Mauritania |                         |
| 17:30                   | - P. Diallo 7' - Ngom 76' (pen.) - Diop 80' | Reporte   |            | Árbitro(s): Moussa Diou                            | Árbitro(s): Moussa Diou |

| 3 de septiembre de 2022 | Gambia | 0:0     | Guinea | Estadio Cheikha Ould Boïdiya, Nuakchot, Mauritania |                          |
| 20:30                   |        | Reporte |        | Árbitro(s): Babacar Sarr                           | Árbitro(s): Babacar Sarr |

| 6 de septiembre de 2022 | Senegal               | 1:0 (1:0) | Gambia | Estadio Cheikha Ould Boïdiya, Nuakchot, Mauritania |                             |
| 18:00                   | - S. Diallo 6' (pen.) | Reporte   |        | Árbitro(s): Ousmane Diakaté                        | Árbitro(s): Ousmane Diakaté |

| 6 de septiembre de 2022 | Liberia                              | 3:4 (1:4) | Guinea                                        | Estadio Olímpico de Nuakchot, Nuakchot, Mauritania |                                 |
| 18:00                   | - Harrison 9', 66' (pen.) - Teah 71' | Reporte   | - Touré 7', 29' - M. Camara 39' - Keita 45+2' | Árbitro(s): Sory Ibrahima Keita                    | Árbitro(s): Sory Ibrahima Keita |

### Fase final
|  | Semifinales                                    | Semifinales |                                                 |   | Final | Final |
|  |                                                |             |                                                 |   |       |       |
|  | 9 de septiembre - Estadio Cheikha Ould Boïdiya |             |                                                 |   |       |       |
|  |                                                |             |                                                 |   |       |       |
|  | Malí                                           | 1 (2)       |                                                 |   |       |       |
|  | Malí                                           | 1 (2)       | 11 de septiembre - Estadio Cheikha Ould Boïdiya |   |       |       |
|  | Gambia                                         | 1 (4)       |                                                 |   |       |       |
|  | Gambia                                         | 1 (4)       | Gambia                                          | 0 |       |       |
|  | 9 de septiembre - Estadio Cheikha Ould Boïdiya |             | Gambia                                          | 0 |       |       |
|  |                                                | Senegal     | 1                                               |   |       |       |
|  | Senegal                                        | Senegal     | 1                                               | 4 |       |       |
|  | Senegal                                        |             |                                                 | 4 |       |       |
|  | Mauritania                                     | 1           |                                                 |   |       |       |
|  | Mauritania                                     | 1           |                                                 |   |       |       |

#### Semifinal
| 9 de septiembre de 2022 | Malí                                        | 1:1 (1:0) (2:4 p.)         | Gambia                                      | Estadio Cheikha Ould Boïdiya, Nuakchot, Mauritania |                             |
| 17:30                   | - A. Camara 23'                             | Reporte                    | - Gibba 83'                                 | Árbitro(s): Emmanuel Mensah                        | Árbitro(s): Emmanuel Mensah |
|                         |                                             | Tiros desde el punto penal |                                             |                                                    |                             |
|                         | - M. Camara - M. Traoré - Sanogo - C. Keita |                            | - Saine - Mbye - Gibba - Colley - Saidykhan |                                                    |                             |

| 9 de septiembre de 2022 | Senegal                                         | 4:1 (2:0) | Mauritania  | Estadio Cheikha Ould Boïdiya, Nuakchot, Mauritania |                             |
| 20:30                   | - P. Diallo 4' - S. Diallo 18' - Diouf 74', 76' | Reporte   | - Ahmed 64' | Árbitro(s): Abdoulaye Manet                        | Árbitro(s): Abdoulaye Manet |

#### Final
| 11 de septiembre de 2022 | Gambia | 0:1 (0:0) | Senegal         | Estadio Cheikha Ould Boïdiya, Nuakchot, Mauritania |                             |
| 18:00                    |        | Reporte   | - S. Diallo 63' | Árbitro(s): Abdoulaye Manet                        | Árbitro(s): Abdoulaye Manet |

## Zona Oeste B
Los clasificatorios WAFU-UFOA Zona B para la Copa Africana de Naciones Sub-20 fueron organizados por Níger. Los partidos fueron realizados entre el 7 y 20 de mayo de 2022. 
El sorteo se anunció el 15 de abril de 2022.
Todas las horas son locales, WAT (UTC+1).

### Fase de grupos

#### Grupo A
| Equipo          | Pts | PJ | PG | PE | PP | GF | GC | Dif |
| --------------- | --- | -- | -- | -- | -- | -- | -- | --- |
| Benín           | 7   | 3  | 2  | 1  | 0  | 2  | 0  | +2  |
| Costa de Marfil | 6   | 3  | 2  | 0  | 1  | 3  | 1  | +2  |
| Níger           | 4   | 3  | 1  | 1  | 1  | 1  | 1  | 0   |
| Togo            | 0   | 3  | 0  | 0  | 3  | 0  | 4  | -4  |

| 7 de mayo de 2022 | Níger | 0:1 (0:0)           | Costa de Marfil | Estadio Gral. Seyni Kountché, Niamey, Níger |                           |
| 17:00 (UTC+1)     |       | CAF Reporte Reporte | - 52' Traoré    | Árbitro(s): Issa Mouhamed                   | Árbitro(s): Issa Mouhamed |

| 7 de mayo de 2022 | Togo | 0:1 (0:0)           | Benín      | Estadio Gral. Seyni Kountché, Niamey, Níger |                          |
| 20:00 (UTC+1)     |      | CAF Reporte Reporte | - 61' Edou | Árbitro(s): Charles Bulu                    | Árbitro(s): Charles Bulu |

| 10 de mayo de 2022 | Costa de Marfil  | 2:0 (1:0)           | Togo | Estadio Gral. Seyni Kountché, Niamey, Níger |                           |
| 17:00 (UTC+1)      | - Traoré 7', 74' | CAF Reporte Reporte |      | Árbitro(s): Joseph Ogabor                   | Árbitro(s): Joseph Ogabor |

| 10 de mayo de 2022 | Benín | 0:0                 | Níger | Estadio Gral. Seyni Kountché, Niamey, Níger |                           |
| 20:00 (UTC+1)      |       | CAF Reporte Reporte |       | Árbitro(s): Hamidou Diero                   | Árbitro(s): Hamidou Diero |

| 13 de mayo de 2022 | Benín           | 1:0 (1:0)           | Costa de Marfil | Stade Municipal, Niamey, Níger |                               |
| 16:45 (UTC+1)      | - Assolohan 34' | CAF Reporte Reporte |                 | Árbitro(s): Vincentia Amedome  | Árbitro(s): Vincentia Amedome |

| 13 de mayo de 2022 | Níger        | 1:0 (1:0)           | Togo | Estadio Gral. Seyni Kountché, Niamey, Níger |                                   |
| 16:45 (UTC+1)      | - Salifou 2' | CAF Reporte Reporte |      | Árbitro(s): Clement Franklin Kpan           | Árbitro(s): Clement Franklin Kpan |

#### Grupo B
| Equipo       | Pts | PJ | PG | PE | PP | GF | GC | Dif |
| ------------ | --- | -- | -- | -- | -- | -- | -- | --- |
| Nigeria      | 4   | 2  | 1  | 1  | 0  | 4  | 2  | +2  |
| Burkina Faso | 4   | 2  | 1  | 1  | 0  | 4  | 3  | +1  |
| Ghana        | 0   | 2  | 0  | 0  | 2  | 1  | 4  | -3  |

| 8 de mayo de 2022 | Ghana | 0:2 (0:1)           | Nigeria                       | Estadio General Seyni Kountché, Niamey, Níger |                                   |
| 17:00 (UTC+1)     |       | CAF Reporte Reporte | - 5' Muhammad - 72' Abdullahi | Árbitro(s): Clement Franklin Kpan             | Árbitro(s): Clement Franklin Kpan |

| 11 de mayo de 2022 | Nigeria                            | 2:2 (1:0)           | Burkina Faso                   | Estadio General Seyni Kountché, Niamey, Níger |                                 |
| 17:00 (UTC+1)      | - Muhammad 24' - Yahaya 70' (pen.) | CAF Reporte Reporte | - 60' (pen.) Zagré - 82' Kalou | Árbitro(s): Moussa Ahmadou Alou               | Árbitro(s): Moussa Ahmadou Alou |

| 14 de mayo de 2022 | Burkina Faso           | 2:1 (1:1)           | Ghana       | Estadio General Seyni Kountché, Niamey, Níger |                               |
| 17:00 (UTC+1)      | - Ky 33' - Zagré 90+3' | CAF Reporte Reporte | - 45' Sarfo | Árbitro(s): Komlanvi Aklassou                 | Árbitro(s): Komlanvi Aklassou |

### Fase final
|  | Semifinales                                 | Semifinales |                                             |   | Final | Final |
|  |                                             |             |                                             |   |       |       |
|  | 17 de mayo - Estadio General Seyni Kountché |             |                                             |   |       |       |
|  |                                             |             |                                             |   |       |       |
|  | Benín                                       | 2           |                                             |   |       |       |
|  | Benín                                       | 2           | 20 de mayo - Estadio General Seyni Kountché |   |       |       |
|  | Burkina Faso                                | 1           |                                             |   |       |       |
|  | Burkina Faso                                | 1           | Benín                                       | 1 |       |       |
|  | 17 de mayo - Estadio General Seyni Kountché |             | Benín                                       | 1 |       |       |
|  |                                             | Nigeria     | 3                                           |   |       |       |
|  | Nigeria                                     | Nigeria     | 3                                           | 2 |       |       |
|  | Nigeria                                     |             |                                             | 2 |       |       |
|  | Costa de Marfil                             | 1           |                                             |   |       |       |
|  | Costa de Marfil                             | 1           | Partido por el tercer puesto                |   |       |       |
|  |                                             |             |                                             |   |       |       |
|  | 20 de mayo - Estadio General Seyni Kountché |             |                                             |   |       |       |
|  |                                             |             |                                             |   |       |       |
|  | Burkina Faso                                | 2           |                                             |   |       |       |
|  | Burkina Faso                                | 2           |                                             |   |       |       |
|  | Costa de Marfil                             | 0           |                                             |   |       |       |

#### Semifinal
Los ganadores se clasifican para la Copa Africana de Naciones Sub-20 de 2023.
| 17 de mayo de 2022 | Benín                       | 2:1 (0:0) (2:1 t. s.) | Burkina Faso | Estadio General Seyni Kountché, Niamey, Níger |                                 |
| 16:00 (UTC+1)      | - Tonguï 95' - Ibrahim 112' | CAF Reporte Reporte   | - 120' Dao   | Árbitro(s): Moussa Ahmadou Alou               | Árbitro(s): Moussa Ahmadou Alou |

| 17 de mayo de 2022 | Nigeria                        | 2:1 (1:1) (1:1) (2:1 t. s.) | Costa de Marfil | Estadio General Seyni Kountché, Niamey, Níger |                          |
| 19:30 (UTC+1)      | - Daga 5' - Yahaya 111' (pen.) | CAF Reporte Reporte         | - 45+4' Traoré  | Árbitro(s): Charles Bulu                      | Árbitro(s): Charles Bulu |

#### Tercer puesto
| 20 de mayo de 2022 | Burkina Faso     | 2:0 (1:0)           | Costa de Marfil | Estadio General Seyni Kountché, Niamey, Níger |                           |
| 17:00 (UTC+1)      | - Dicko 15', 53' | CAF Reporte Reporte |                 | Árbitro(s): Issa Mouhamed                     | Árbitro(s): Issa Mouhamed |

#### Final
| 20 de mayo de 2022 | Benín      | 1:3 (0:1)           | Nigeria                              | Estadio General Seyni Kountché, Niamey, Níger |                           |
| 20:30 (UTC+1)      | - Edou 83' | CAF Reporte Reporte | - 38' (pen.), 68' Ojo - 78' Muhammad | Árbitro(s): Hamidou Diero                     | Árbitro(s): Hamidou Diero |

## Zona Central
Todas las horas son locales, WAT (UTC+1).
Congo albergó las eliminatorias de la Zona África Central UNIFFAC entre el 8 y el 14 de diciembre de 2022.
| Equipo                          | Pts | PJ | PG | PE | PP | GF | GC | Dif |
| ------------------------------- | --- | -- | -- | -- | -- | -- | -- | --- |
| Congo                           | 7   | 3  | 2  | 1  | 0  | 7  | 2  | +5  |
| República Centroafricana        | 6   | 3  | 2  | 0  | 1  | 3  | 3  | 0   |
| Camerún                         | 2   | 3  | 0  | 2  | 1  | 2  | 3  | –1  |
| República Democrática del Congo | 1   | 3  | 0  | 1  | 2  | 1  | 5  | –4  |

| 8 de diciembre de 2022 | Congo       | 1 – 1   | Camerún          | Estadio Alphonse Massemba-Débat, Brazzaville |  |
| 15:00                  | Ndecket 38' | Reporte | Kaïba 26' (pen.) |                                              |  |

| 8 de diciembre de 2022 | República Democrática del Congo | 0 – 1   | República Centroafricana | Estadio Alphonse Massemba-Débat, Brazzaville |  |
| 18:00                  |                                 | Reporte | Gbenou 30'               |                                              |  |

| 11 de diciembre de 2022 | República Centroafricana | 1 – 3   | Congo                                          | Estadio Alphonse Massemba-Débat, Brazzaville |  |
| 15:00                   | Gbenou 4'                | Reporte | - Nguesso 2' - Bassinga 45+2' - Loulendo 90+6' |                                              |  |

| 11 de diciembre de 2022 | Camerún   | 1 – 1   | República Democrática del Congo | Estadio Alphonse Massemba-Débat, Brazzaville |  |
| 18:00                   | Bil 45+3' | Reporte | Malanaga 60'                    |                                              |  |

| 14 de diciembre de 2022 | República Centroafricana | 1 – 0   | Camerún | Estadio Alphonse Massemba-Débat, Brazzaville |  |
| 15:00                   |                          | Reporte |         |                                              |  |

| 14 de diciembre de 2022 | Congo | 3 – 0   | República Democrática del Congo | Estadio Alphonse Massemba-Débat, Brazzaville |  |
| 18:00                   |       | Reporte |                                 |                                              |  |

## Zona Centro-Este
Las eliminatorias de la CECAFA para la Copa de Naciones de África Sub-20 serán organizadas por Sudán en octubre de 2022.
Todas las horas son locales, EAT (UTC+3).

### Fase de grupos
Solamente participaron 7 equipos que se dividieron en 2 grupos, el grupo A tendrá 4 equipos y el grupo B, 3 equipos. Los ganadores de cada grupo se clasifican para la Copa Africana de Naciones Sub-20 de 2023.

#### Grupo A
| Equipo        | Pts | PJ | PG | PE | PP | GF | GC | Dif |
| ------------- | --- | -- | -- | -- | -- | -- | -- | --- |
| Sudán         | 7   | 3  | 2  | 1  | 0  | 2  | 0  | +2  |
| Sudán del Sur | 5   | 3  | 1  | 2  | 0  | 1  | 0  | +1  |
| Burundi       | 4   | 3  | 1  | 1  | 1  | 5  | 1  | +4  |
| Yibuti        | 0   | 3  | 0  | 0  | 3  | 0  | 7  | -7  |

| 28 de octubre de 2022 | Yibuti | 0:5 (0:0) | Burundi                                                 | Estadio Al-Hilal, Omdurmán, Sudán |                           |
| 16:00                 |        | Reporte   | - Nibikora 62', 77', 82' - Nimbona 63' - Nkurunziza 84' | Árbitro(s): William Oloya         | Árbitro(s): William Oloya |

| 28 de octubre de 2022 | Sudán | 0:0     | Sudán del Sur | Estadio Al-Hilal, Omdurmán, Sudán |                                  |
| 19:00                 |       | Reporte |               | Árbitro(s): Retselisitsoe Molise  | Árbitro(s): Retselisitsoe Molise |

| 1 de noviembre de 2022 | Burundi | 0:0     | Sudán del Sur | Estadio Al-Hilal, Omdurmán, Sudán |                                |
| 16:00                  |         | Reporte |               | Árbitro(s): Haileyesus Bazezew    | Árbitro(s): Haileyesus Bazezew |

| 1 de noviembre de 2022 | Yibuti | 0:1 (0:1) | Sudán            | Estadio Al-Hilal, Omdurmán, Sudán |                                   |
| 19:00                  |        | Reporte   | - Zeher Toto 23' | Árbitro(s): Abdulwahid Huraywidah | Árbitro(s): Abdulwahid Huraywidah |

| 5 de noviembre de 2022 | Sudán del Sur   | 1:0 (0:0) | Yibuti | Estadio Kober, Jartum, Sudán     |                                  |
| 16:00                  | Joseph Loro 80' | Reporte   |        | Árbitro(s): Retselisitsoe Molise | Árbitro(s): Retselisitsoe Molise |

| 5 de noviembre de 2022 | Burundi | 0:1 (0:0) | Sudán               | Estadio Al-Hilal, Omdurmán, Sudán |                            |
| 16:00                  |         | Reporte   | Abdelsamat Omar 75' | Árbitro(s): Tuoniféré Soro        | Árbitro(s): Tuoniféré Soro |

#### Grupo B
| Equipo   | Pts | PJ | PG | PE | PP | GF | GC | Dif |
| -------- | --- | -- | -- | -- | -- | -- | -- | --- |
| Etiopía  | 4   | 2  | 1  | 1  | 0  | 3  | 2  | +1  |
| Uganda   | 3   | 2  | 1  | 0  | 1  | 2  | 1  | +1  |
| Tanzania | 1   | 2  | 0  | 1  | 1  | 2  | 4  | -2  |

| 29 de octubre de 2022 | Uganda                         | 2:0 (2:0) | Tanzania | Estadio Al-Hilal, Omdurmán, Sudán |                            |
| 18:00                 | - Ssematimba 32' - Mugisha 35' | Reporte   |          | Árbitro(s): Tuoniféré Soro        | Árbitro(s): Tuoniféré Soro |

| 2 de noviembre de 2022 | Tanzania                                   | 2:2 (1:1) | Etiopía                              | Estadio Al-Hilal, Omdurmán, Sudán |                                |
| 18:00                  | - Dickson Mhilu 20' - Athumani Makambo 48' | Reporte   | - Yosef Tarekegn 31' - Kedir Alí 87' | Árbitro(s): Thierry Nkurunziza    | Árbitro(s): Thierry Nkurunziza |

| 5 de noviembre de 2022 | Etiopía       | 1:0 (0:0) | Uganda | Estadio Al-Hilal, Omdurmán, Sudán |                             |
| 19:00                  | Kedir Ali 60' | Reporte   |        | Árbitro(s): Abdalaziz Yafar       | Árbitro(s): Abdalaziz Yafar |

### Fase final
|  | Semifinales                        | Semifinales   |                                    |       | Final | Final |
|  |                                    |               |                                    |       |       |       |
|  | 8 de noviembre - Estadio Kober     |               |                                    |       |       |       |
|  |                                    |               |                                    |       |       |       |
|  | Sudán                              | 0             |                                    |       |       |       |
|  | Sudán                              | 0             | 11 de noviembre - Estadio Al-Hilal |       |       |       |
|  | Uganda                             | 2             |                                    |       |       |       |
|  | Uganda                             | 2             | Uganda                             | 2     |       |       |
|  | 8 de noviembre - Estadio Al-Hilal  |               | Uganda                             | 2     |       |       |
|  |                                    | Sudán del Sur | 1                                  |       |       |       |
|  | Etiopía                            | Sudán del Sur | 1                                  | 2 (2) |       |       |
|  | Etiopía                            |               |                                    | 2 (2) |       |       |
|  | Sudán del Sur                      | 2 (4)         |                                    |       |       |       |
|  | Sudán del Sur                      | 2 (4)         | Partido por el tercer puesto       |       |       |       |
|  |                                    |               |                                    |       |       |       |
|  | 11 de noviembre - Estadio Al-Hilal |               |                                    |       |       |       |
|  |                                    |               |                                    |       |       |       |
|  | Sudán                              | 2             |                                    |       |       |       |
|  | Sudán                              | 2             |                                    |       |       |       |
|  | Etiopía                            | 1             |                                    |       |       |       |

#### Semifinal
Los ganadores se clasifican para la Copa Africana de Naciones Sub-20 de 2023.
| 8 de noviembre de 2022 | Sudán | 0:2 (0:0) | Uganda                      | Estadio Kober, Jartum, Sudán |                            |
| 20:00                  |       | Reporte   | - Torach 56' - Mugulusi 71' | Árbitro(s): Saddam Mansour   | Árbitro(s): Saddam Mansour |

| 8 de noviembre de 2022 | Etiopía                            | 2:2 (1:1) (1:1 t. s.)(2:4 p.) | Sudán del Sur                             | Estadio Al-Hilal, Omdurmán, Sudán |                                   |
| 20:00                  | - Tarekegn 9' (pen.) - Abate 107'  | Reporte                       | - Loro 18' (pen.) - Felix 111'            | Árbitro(s): Abdulwahid Huraywidah | Árbitro(s): Abdulwahid Huraywidah |
|                        |                                    | Tiros desde el punto penal    |                                           |                                   |                                   |
|                        | - Wabela - Abate - Shamena - Dawit |                               | - Talafun - Lual - Lukciir - Loro - Sebit |                                   |                                   |

#### Tercer puesto
| 11 de noviembre de 2022 | Sudán                         | 2:1 (1:0) | Etiopía        | Estadio Al-Hilal, Omdurmán, Sudán |                           |
| 16:00                   | - Legese 38' (a.g.) - Ali 62' | Reporte   | - Gezahegn 56' | Árbitro(s): William Oloya         | Árbitro(s): William Oloya |

#### Final
| 11 de noviembre de 2022 | Uganda                         | 2:1 (1:1) | Sudán del Sur | Estadio Al-Hilal, Omdurmán, Sudán |                                |
| 19:30                   | - Bugembe 22' - Ssematimba 62' | Reporte   | - Felix 15'   | Árbitro(s): Abdalaziz Estalgoo    | Árbitro(s): Abdalaziz Estalgoo |

## Zona Sur
Las eliminatorias de la COSAFA para la Copa Africana de Naciones Sub-20 fueron organizados por Suazilandia en octubre de 2022.
Todas las horas son locales, SAST (UTC+2).

### Fase de grupos
Los 12 equipos se dividieron en 3 grupos, donde los ganadores de grupo y el mejor subcampeón avanzaron a las semifinales.

#### Grupo A
| Equipo      | Pts | PJ | PG | PE | PP | GF | GC | Dif |
| ----------- | --- | -- | -- | -- | -- | -- | -- | --- |
| Zambia      | 9   | 3  | 3  | 0  | 0  | 6  | 0  | +6  |
| Suazilandia | 6   | 3  | 2  | 0  | 1  | 9  | 3  | +6  |
| Botsuana    | 3   | 3  | 1  | 0  | 2  | 2  | 3  | -1  |
| Mauricio    | 0   | 3  | 0  | 0  | 3  | 0  | 11 | -11 |

| 7 de octubre de 2022 | Zambia                                   | 3:0 (1:0) | Mauricio | Estadio Nacional Somhlolo, Lobamba, Suazilandia |                             |
| 12:00 (SAST)         | - Chipyoka 20' (pen.) - Ng'ambi 81', 90' | Reporte   |          | Árbitro(s): Antonio Dungula                     | Árbitro(s): Antonio Dungula |

| 7 de octubre de 2022 | Suazilandia                           | 2:1 (1:1) | Botsuana          | Estadio Nacional Somhlolo, Lobamba, Suazilandia |                         |
| 15:30 (SAST)         | - Mosweunyane 14' (a.g.) - Mabuza 90' | Reporte   | - 30' Mosweunyane | Árbitro(s): Osiase Koto                         | Árbitro(s): Osiase Koto |

| 9 de octubre de 2022 | Botsuana       | 1:0 (1:0) | Mauricio | Estadio Nacional Somhlolo, Lobamba, Suazilandia |                           |
| 12:00 (SAST)         | - Motsheja 26' | Reporte   |          | Árbitro(s): Artur Alfinar                       | Árbitro(s): Artur Alfinar |

| 9 de octubre de 2022 | Suazilandia | 0:2 (0:1) | Zambia                     | Estadio Nacional Somhlolo, Lobamba, Suazilandia |                             |
| 15:30 (SAST)         |             | Reporte   | - 38' Mukosha - 67' Mutale | Árbitro(s): Wilhem Haitembu                     | Árbitro(s): Wilhem Haitembu |

| 11 de octubre de 2022 | Zambia        | 1:0 (1:0) | Botsuana | Centro Deportivo Mavuso, Manzini, Suazilandia |                             |
| 15:30 (SAST)          | - Mutandwa 3' | Reporte   |          | Árbitro(s): Akhona Makalima                   | Árbitro(s): Akhona Makalima |

| 11 de octubre de 2022 | Suazilandia                                                    | 7:0 (4:0) | Mauricio | Estadio Nacional Somhlolo, Lobamba, Suazilandia |                                 |
| 15:30 (SAST)          | - Nkambule 4', 6', 40', 55' - Philiso 15', 90+5' - Khumalo 80' | Reporte   |          | Árbitro(s): Attoumani El Fachad                 | Árbitro(s): Attoumani El Fachad |

#### Grupo B
| Equipo     | Pts | PJ | PG | PE | PP | GF | GC | Dif |
| ---------- | --- | -- | -- | -- | -- | -- | -- | --- |
| Mozambique | 9   | 3  | 3  | 0  | 0  | 8  | 2  | +6  |
| Angola     | 6   | 3  | 2  | 0  | 1  | 13 | 2  | +11 |
| Lesoto     | 3   | 3  | 1  | 0  | 2  | 2  | 7  | -5  |
| Seychelles | 0   | 3  | 0  | 0  | 3  | 2  | 14 | -12 |

| 8 de octubre de 2022 | Angola                                                          | 5:0 (4:0) | Lesoto | Centro Deportivo Mavuso, Manzini, Suazilandia |                             |
| 12:00 (SAST)         | - Inácio 27', 42' - Vidal 28' - Makokisa 43' - Lopes 80' (pen.) | Reporte   |        | Árbitro(s): Akhona Makalima                   | Árbitro(s): Akhona Makalima |

| 8 de octubre de 2022 | Mozambique                                                   | 5:1 (1:0) | Seychelles       | Centro Deportivo Mavuso, Manzini, Suazilandia |                                 |
| 15:30 (SAST)         | - Sumbane 14' - Alfandega 46' - Munhave 56' - Ramos 79', 82' | Reporte   | - 90+3' Nourrice | Árbitro(s): Attoumani El Fachad               | Árbitro(s): Attoumani El Fachad |

| 10 de octubre de 2022 | Seychelles | 0:1 (0:0) | Lesoto        | Estadio Nacional Somhlolo, Lobamba, Suazilandia |                         |
| 12:00 (SAST)          |            | Reporte   | - 85' Maieane | Árbitro(s): Gift Chicco                         | Árbitro(s): Gift Chicco |

| 10 de octubre de 2022 | Mozambique      | 1:0 (0:0) | Angola | Estadio Nacional Somhlolo, Lobamba, Suazilandia |                              |
| 15:30 (SAST)          | - Alfandega 66' | Reporte   |        | Árbitro(s): Keabetswe Dintwa                    | Árbitro(s): Keabetswe Dintwa |

| 12 de octubre de 2022 | Mozambique                 | 2:1 (1:0) | Lesoto        | Estadio Nacional Somhlolo, Lobamba, Suazilandia |                             |
| 12:00 (SAST)          | - Munhave 35' - Zavala 56' | Reporte   | - 66' Tsibela | Árbitro(s): Antonio Dungula                     | Árbitro(s): Antonio Dungula |

| 12 de octubre de 2022 | Angola                                                                           | 8:1 (5:0) | Seychelles                | Centro Deportivo Mavuso, Manzini, Suazilandia |                               |
| 12:00 (SAST)          | - Brito 10', 58' - Domingos 24' - Makokisa 28', 34', 51' - Paxe 30' - Borges 77' | Reporte   | - 48' (pen.) Raheriniaina | Árbitro(s): Celumusa Siphepho                 | Árbitro(s): Celumusa Siphepho |

#### Grupo C
| Equipo    | Pts | PJ | PG | PE | PP | GF | GC | Dif |
| --------- | --- | -- | -- | -- | -- | -- | -- | --- |
| Sudáfrica | 6   | 3  | 2  | 0  | 1  | 9  | 4  | +5  |
| Malaui    | 6   | 3  | 2  | 0  | 1  | 7  | 4  | +3  |
| Comoras   | 6   | 3  | 2  | 0  | 1  | 3  | 4  | -   |
| Namibia   | 0   | 3  | 0  | 0  | 3  | 4  | 11 | -7  |

| 8 de octubre de 2022 | Sudáfrica | 0:2 (0:1) | Malaui                        | Estadio Nacional Somhlolo, Lobamba, Suazilandia |                              |
| 12:00 (SAST)         |           | Reporte   | - 26' Mkandawire - 67' Mphasi | Árbitro(s): Keabetswe Dintwa                    | Árbitro(s): Keabetswe Dintwa |

| 8 de octubre de 2022 | Namibia | 0:1 (0:0) | Comoras         | Estadio Nacional Somhlolo, Lobamba, Suazilandia |                           |
| 15:30 (SAST)         |         | Reporte   | - 87' Younousse | Árbitro(s): Keren Yocette                       | Árbitro(s): Keren Yocette |

| 10 de octubre de 2022 | Comoras                         | 2:0 (1:0) | Malaui | Centro Deportivo Mavuso, Manzini, Suazilandia |                         |
| 12:00 (SAST)          | - Said 36' (pen.) - Betombo 83' | Reporte   |        | Árbitro(s): Osiase Koto                       | Árbitro(s): Osiase Koto |

| 10 de octubre de 2022 | Namibia                   | 2:5 (2:1) | Sudáfrica                                                  | Centro Deportivo Mavuso, Manzini, Suazilandia |                               |
| 15:30 (SAST)          | - van Wyk 1' - Doeseb 30' | Reporte   | - 17' Duba - 46', 54' Andries - 88' Daniels - 90+2' Ratomo | Árbitro(s): Celumusa Siphepho                 | Árbitro(s): Celumusa Siphepho |

| 12 de octubre de 2022 | Sudáfrica                                            | 4:0 (2:0) | Comoras | Centro Deportivo Mavuso, Manzini, Suazilandia |                         |
| 15:30 (SAST)          | - Manku 24' - Nkota 42' - Dithejane 68' - Ratomo 87' | Reporte   |         | Árbitro(s): Gift Chicco                       | Árbitro(s): Gift Chicco |

| 12 de octubre de 2022 | Namibia                 | 2:5 (0:2) | Malaui                                                           | Estadio Nacional Somhlolo, Lobamba, Suazilandia |                           |
| 15:30 (SAST)          | - Stern 62' - Prins 65' | Reporte   | - 11', 40' (pen.) Salima - 49' Mphasi - 53' Mapemba - 83' Saviel | Árbitro(s): Artur Alfinar                       | Árbitro(s): Artur Alfinar |

### Fase final
|  | Semifinales                               | Semifinales |                                           |       | Final | Final |
|  |                                           |             |                                           |       |       |       |
|  | 14 de octubre - Estadio Nacional Somhlolo |             |                                           |       |       |       |
|  |                                           |             |                                           |       |       |       |
|  | Mozambique                                | 2           |                                           |       |       |       |
|  | Mozambique                                | 2           | 16 de octubre - Estadio Nacional Somhlolo |       |       |       |
|  | Sudáfrica                                 | 1           |                                           |       |       |       |
|  | Sudáfrica                                 | 1           | Mozambique                                | 0     |       |       |
|  | 14 de octubre - Estadio Nacional Somhlolo |             | Mozambique                                | 0     |       |       |
|  |                                           | Zambia      | 1                                         |       |       |       |
|  | Zambia                                    | Zambia      | 1                                         | 1 (3) |       |       |
|  | Zambia                                    |             |                                           | 1 (3) |       |       |
|  | Angola                                    | 1 (2)       |                                           |       |       |       |
|  | Angola                                    | 1 (2)       | Partido por el tercer puesto              |       |       |       |
|  |                                           |             |                                           |       |       |       |
|  | 16 de octubre - Estadio Nacional Somhlolo |             |                                           |       |       |       |
|  |                                           |             |                                           |       |       |       |
|  | Sudáfrica                                 | 1 (4)       |                                           |       |       |       |
|  | Sudáfrica                                 | 1 (4)       |                                           |       |       |       |
|  | Angola                                    | 1 (2)       |                                           |       |       |       |

#### Semifinal
Los ganadores de las semifinales se clasifican para la Copa Africana de Naciones Sub-20 de 2023.
| 14 de octubre de 2022 | Mozambique                   | 2:1 (2:1) | Sudáfrica  | Estadio Nacional Somhlolo, Lobamba |                             |
| 12:00 (SAST)          | - Alfandega 11' - Abdala 15' | Reporte   | - 25' Duba | Árbitro(s): Antonio Dungula        | Árbitro(s): Antonio Dungula |

| 14 de octubre de 2022 | Zambia                              | 1:1 (1:1) (3:2 p.)         | Angola                                      | Estadio Nacional Somhlolo, Lobamba |                             |
| 15:30 (SAST)          | - Chipyoka 41'                      | Reporte                    | - 31' Kali                                  | Árbitro(s): Akhona Makalima        | Árbitro(s): Akhona Makalima |
|                       |                                     | Tiros desde el punto penal |                                             |                                    |                             |
|                       | - Mphande - Nsiku - Ng'ambi - Tembo |                            | - Lopes - Eusébio - Ary - Kaipira - Kipanda |                                    |                             |

#### Tercer puesto
| 16 de octubre de 2022 | Sudáfrica                                | 1:1 (1:1) (4:2 p.)         | Angola                           | Estadio Nacional Somhlolo, Lobamba |                           |
| 12:00 (SAST)          | - Nkota 11'                              | Reporte                    | - 15' Makokisa                   | Árbitro(s): Artur Alfinar          | Árbitro(s): Artur Alfinar |
|                       |                                          | Tiros desde el punto penal |                                  |                                    |                           |
|                       | - Mbutho - McCarthy - Ratomo - Shabalala |                            | - Lopes - Makokisa - Paxe - Jota |                                    |                           |

#### Final
| 16 de octubre de 2022 | Mozambique | 0:1 (0:1) | Zambia         | Estadio Nacional Somhlolo, Lobamba |                         |
| 15:30 (SAST)          |            | Reporte   | - 36' Mutandwa | Árbitro(s): Osiase Koto            | Árbitro(s): Osiase Koto |

## Equipos clasificados
Los siguientes 12 equipos se clasificaron para el torneo final.
| Equipo                   | Zona             | Clasificado en fecha    | Apariciones previas en la Copa Africana de Naciones Sub-201 únicamente fase final (desde 1991) |
| ------------------------ | ---------------- | ----------------------- | ---------------------------------------------------------------------------------------------- |
| Egipto (hosts)           | Zona Norte       | 16 de mayo de 2021      | 11 (1991, 1993, 1997, 2001, 2003, 2005, 2007, 2009, 2011, 2013, 2017)                          |
| Túnez                    | Zona Norte       | 24 de octubre de 2022   |                                                                                                |
| Gambia                   | Zona Oeste A     | 9 de septiembre de 2022 | 3                                                                                              |
| Senegal                  | Zona Oeste A     | 9 de septiembre de 2022 | 5                                                                                              |
| Benín                    | Zona Oeste B     | 17 de mayo de 2022      | 2 (2005, 2013)                                                                                 |
| Nigeria                  | Zona Oeste B     | 17 de mayo de 2022      | 11 (1993, 1995, 1999, 2001, 2005, 2007, 2009, 2011, 2013, 2015, 2019)                          |
| Congo                    | Zona Central     | 14 de diciembre de 2022 | 2 (2007, 2015)                                                                                 |
| República Centroafricana | Zona Central     | 14 de diciembre de 2022 | 1 (2021)                                                                                       |
| Uganda                   | Zona Centro-Este | 8 de noviembre de 2022  | 1                                                                                              |
| Sudán del Sur            | Zona Centro-Este | 8 de noviembre de 2022  | Debut                                                                                          |
| Mozambique               | Zona Sur         | 14 de octubre de 2022   | 1                                                                                              |
| Zambia                   | Zona Sur         | 14 de octubre de 2022   | 7                                                                                              |

1 Negrita indica campeones de ese año. La cursiva indica los anfitriones de ese año.

## Goleadores
5 goles
| - Danilson Makokisa |

4 goles
| - Mukelo Nkambule | - Seydou Traoré | - Samba Diallo |

3 goles
| - Arthur Nibikora - Mohamed Touré - Divine Teah | - Amady Camara - Ahmed Ahmed - Chaimito Alfandega | - Ibrahim Muhammad - Pape Diallo |

2 goles
| - Abdelali Hamadi - João Brito - Diógenes Inácio - Farid Edou - Harouna Dicko - Abdel Rachid Zagré - Boris Gbenou - Déo Bassinga - Oyeli Nguesso - Siphephelo Philiso - Kedir Ali - Yosef Tarekegn | - Ba Lamin Sowe - Mohamed Bangoura - Emmanuel Gono - Marlon Harrison - Chifundo Mphasi - Chikumbutso Salima - Dénio Munhave - Djwa Ramos - Tolulope Ojo - Ibrahim Yahaya - Oumar Diouf - Libasse Ngom | - Momoh Kamara - Oshwin Andries - Brenden Duba - Mohau Nkota - Relebohile Ratomo - Agumemboki Felix - Joseph Loro - Mohamed Hedi Jertila - Titus Ssematimba - Songa Chipyoka - Kingstone Mutandwa - Rickson Ng'ambi |

1 gol
| - Younes Aitamer - Adil Boulbina - Rayan Dehilis - Luís Borges - Calhão - Kali - António Lopes - Alfonso Paxe - Isaac Vidal - Bachirou Assolohan - Djalilou Ibrahim - Malick Tonguï - Nonofo Mosweunyane - Botshelo Motsheja - Nagoro Dao - Cyriaque Kalou - Moussa Ky - Kessy-Jordan Nimbona - Alfred Nkurunziza - Nsongo Tonfack Bil - Djawal Kaïba - Luís Maurício - Tutucho - Steven Pougui - Samuel Betombo - Yakine Said - Glenn Younousse - Josna Loulendo - Jacques Ndecket - Aldy Sousou - Muapu Malanaga - Sizwe Khumalo - Mayibongwe Mabuza | - Zelalem Abate - Wegene Gezahegn - Adama Bojang - Babucarr Faal - Alieu Gibba - Muhammed Jobe - Mansour Mbye - Alex Sarfo - Aboubacar Bah - Alhassane Camara - Mohamed Camara - Mohamed Keita - Braima Camará - Janickson da Silva - Neo Maieane - Tanki Tsibela - Abdelmayser Boushiba - Marwan Al Hbishi - Chrispine Mapemba - Vincent Mkandawire - Emmanuel Saviel - Malick Berthé - Abdou Salam Dembélé - Youba Koïta - Sékou Sanogo - Cheikh Amadou Abou - Maata Magassa - Mohamed M'Bareck - Wassim Lantaki - Omar Sadik - Keyns Abdala - António Sumbane - José Zavala | - Lawrence Doeseb - Rewaldo Prins - Raymond Stern - Alberto van Wyk - Massoudi Salifou - Ahmad Abdullahi - Daniel Daga - Souleymane Basse - Pape Diop - Malick Mbaye - Jahni Nourrice - Imra Raheriniaina - Mohamed Fofanah - Mamadou Lamin - Luke Daniels - Puso Dithejane - Prince Manku - Musa Ali - Abdelsamat Omar - Zeher Toto - Athumani Makambo - Dickson Mhilu - Aziz Abid - Mohamed Derbali - Youssef Snana - Issa Bugembe - Rogers Mugisha - Isma Mugulusi - Rogers Torach - Emmanuel Mukosha - Lombe Mutale |

1 autogol
| - Nonofo Mosweunyane (contra Esuatini) | - Eyasu Legese (contra Sudán) |  |